# 冠瑚菌属
冠瑚菌属（学名：Clavicorona）为耳匙菌科的一属真菌。冠瑚菌属原先被划分为红菇目，但其模式种Clavicorona taxophila现属伞菌目，剩余种则保留在红菇目中，划分为密瑚菌属。

## 下属物种
本属包括以下物种：
- 小杯珊菌 Clavicorona colensoi (Berk.) Corner
- 杯冠瑚菌 Clavicorona pyxidata
- 紫杉冠瑚菌 Clavicorona taxophila